# N-氰基亚氨基三苯基磷
N-氰基亚氨基三苯基磷是一种有机磷化合物，化学式为C19H15N2P。它可由三苯基膦、氰胺和偶氮二甲酸二乙酯在干燥的四氢呋喃中反应制得。它和苯甲酰氯、硫氰酸钾反应，可以得到2-氨基-5-苯甲酰基-1,3,4-噻二唑。